# La Luna y la Tierra
La Luna y la Tierra ( Hina Tefatou, o Hina Te Fatou) es un cuadro del pintor Paul Gauguin, hecho en 1893 en su primera estancia en Tahití, que se conserva en el Museo de Arte Moderno de Nueva York. Se conoce por la referencia núm. 499 del catálogo de Wildenstein.
Representa a la diosa de la Luna, Hina, y el dios de la Tierra, Fatu, que Gauguin escribe añadiéndole el artículo te y con ortografía francesa, Tefatou.

## Mito de Hina y Fatu
Gauguin describe la conversación entre Hina y Fatou sobre la muerte y el renacimiento en su libro Noa Noa. Previamente ya lo había recogido en su manuscrito ilustrado Ancient Culte Mahorie, donde copia literalmente un pasaje de Voyage aux îles du Grand Océan (1837) de Jacques Antoine Moerenhout:

«Hina decía a Fatu: Haz revivir el hombre cuando esté muerto.
»Fatu contestó: No, no lo haré revivir. La tierra morirá, la vegetación morirá; morirá así como el hombre que se nutre, el suelo que las produce morirá, la Tierra morirá, la Tierra acabará, por no renacer más.
»Hina respondió: Haz lo que quieras. Yo haré revivir la Luna.
»Y lo que poseía Hina siguió siendo, lo que poseía Fatu pereció y el hombre tuvo que morir.

## Simbolismo
Gauguin retrata en el cuadro el diálogo entre Hina y Fatu. La diosa brillante de la Luna, coronada por una media luna plateada, se inclina hacia el dios moreno de la Tierra que tiene por nimbo una esfera celeste. Su gesto es acariciante y propiciatorio, mientras él es implacable e inflexible. Le habla al oído, pero parece que sus palabras se derramen por la fuente de agua que sale de la roca debajo de él. En The Annual of Psychoanalysis se interpreta como una felación.
El mito de Hina y Fatu tiene diferentes implicaciones. Simboliza la interacción entre la solidaridad y la ternura femenina con la severidad implacable masculina, o la sugerencia de la verdad fundamental que la muerte es necesaria para el proceso de la vida.
Para los tahitianos la Luna era un mundo paralelo y similar a la Tierra. Pero la sucesión de las fases lunares es el movimiento perpetuo, que sólo muere para volver a renacer. Además, su diosa es femenina, un símbolo de la fertilidad con unas fases relacionadas con el período menstrual. En cambio, la Tierra es una divinidad menor, fruto de la unión del dios creador Ta'aroa con Hina, y su destino es la muerte. Gauguin dice como epílogo al mito que «Tahití morirá, morirá por no renacer."

## Obras relacionadas
Gauguin reprodujo las figuras de Hina y Fatu en diversas obras:
- Hina y Tefato, 1892, escultura en madera, Art Gallery of Ontario.
- Hina con dos guardianes, 1892, talla policromada, Hirshhorn Museum and Sculpture Garden, Washington, EUA.
- Parau Hina Tefatou (1894-1895), dibujo, The Art Institute of Chicago, EUA.